# V.S.O.P.

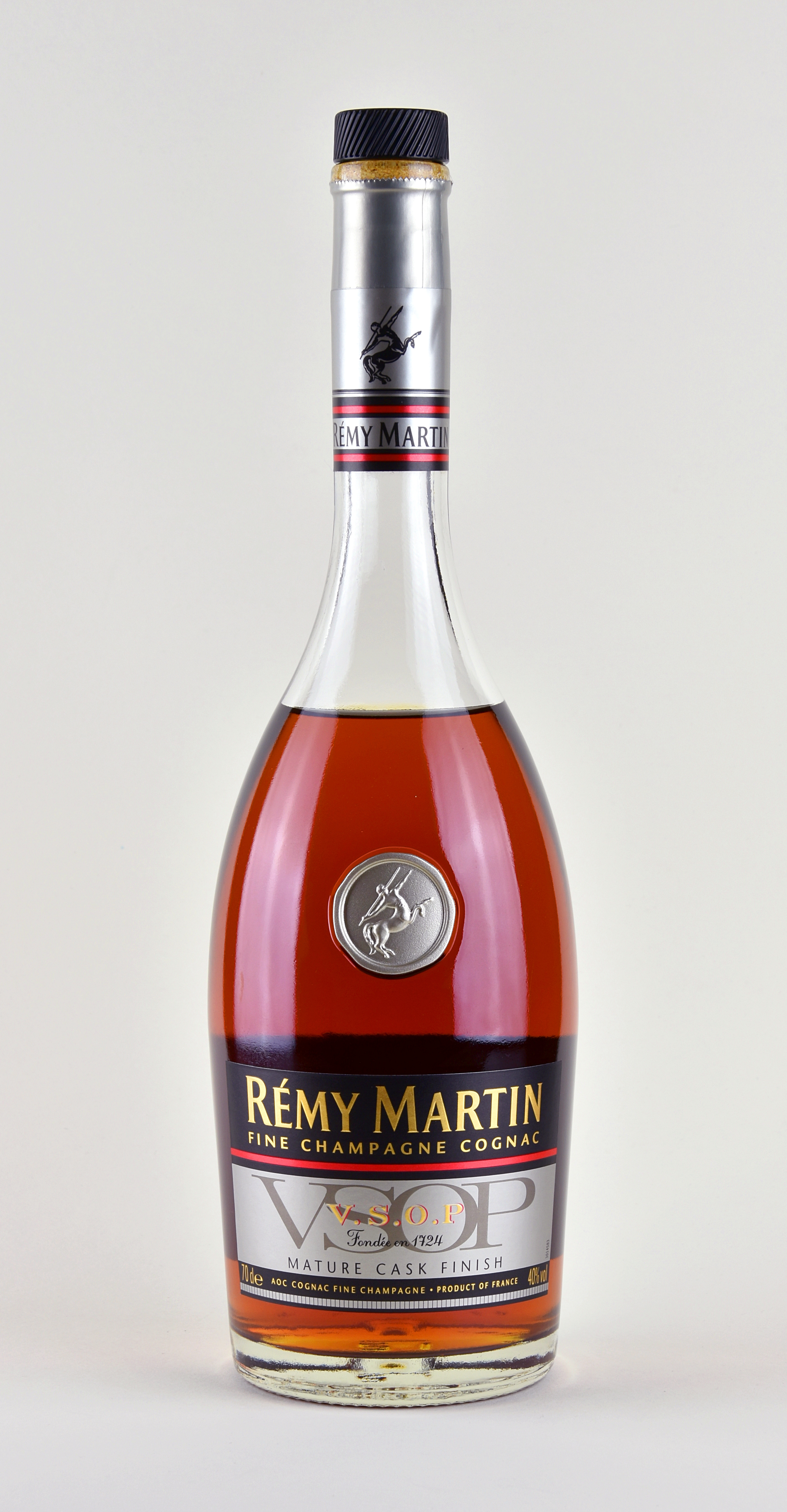
Eine Flasche Cognac Marke Rémy Martin VSOP

Die Abkürzung V.S.O.P. ist eine Prädikatsbezeichnung für Cognac, Weinbrand oder Armagnac, die besonders hohes Alter und Qualität dieser Spirituosen signalisieren soll. Das Akronym VSOP stammt aus dem Englischen und wird mit very superior old pale („ausgezeichnet, alt und blass“) oder very special old pale („ganz besonders alt und blass“) aufgelöst.
Handelsübliche Bezeichnungen (teilweise auch ohne „.“ und/oder mit Leerzeichen) sind:
- V.O. (very old, „sehr alt“) für Weinbrände mit einer Fasslagerung von mindestens zwei Jahren,
- V.S.O.P. (very superior old pale, „ausgezeichnet, alt und blass“) für solche mit einer Fasslagerung von mindestens vier Jahren sowie
- V.V.S.O.P. (very very superior old pale, „ganz ausgezeichnet, alt und blass“) bei einer Fasslagerung von mindestens fünf Jahren.

Daneben existieren noch andere Altersprädikatsbezeichnungen, die jedoch nicht alle amtlich kontrolliert werden, z. B. (mit umgangssprachlicher, bzw. Bedeutung laut BNIC):
- V.S. (very special) oder *** (3 Sterne) – Cognac, dessen jüngstes Destillat mindestens zwei Jahre alt ist.
- X.O. (extra old, „besonders alt“), V.V.E.S.O.P. (very very extra superior old pale),[6] Napoléon oder Hors d'âge – Cognac, dessen jüngstes Destillat mindestens sechs Jahre alt ist.

Das V.S.O.P.-System findet auch zur Klassifizierung von Martinique-Rum oder Calvados Verwendung.